# Oedura monilis
Espèce
Oedura monilis est une espèce de squamate  de l'infra-ordre des geckos et de la famille des Diplodactylidae. Cette espèce est endémique de l'est de l'Australie.

## Répartition
Cette espèce est endémique d'Australie. Elle se rencontre dans le nord-est de la Nouvelle-Galles du Sud et dans l'est du Queensland.

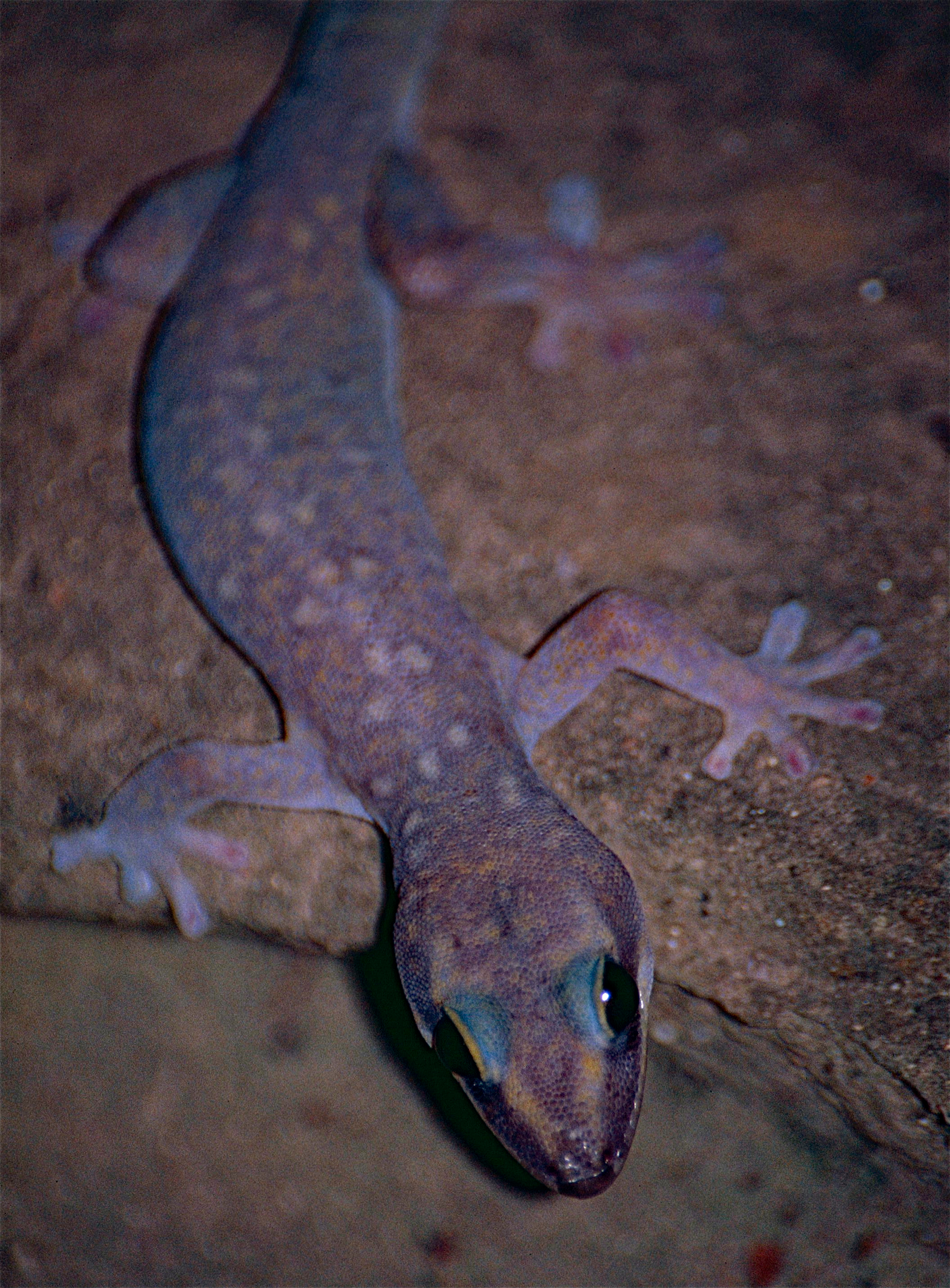

## Publication originale
- De Vis, 1888 "1887" : A contribution to the herpetology of Queensland. Proceedings of the Linnean Society of New South Wales, sér. 2, vol. 2, p. 811-826 (texte intégral).